# Daniel Kajzer
Daniel Kajzer (sinh 23 tháng 2 năm 1992) là một cầu thủ bóng đá Ba Lan thi đấu ở vị trí thủ môn cho câu lạc bộ Bulgarian First League Botev Plovdiv.

## Sự nghiệp

### Botev Plovdiv
Ngày 12 tháng 6 năm 2017, Kajzer ký bản hợp đồng 2 năm với câu lạc bộ Bulgaria Botev Plovdiv.

## Thống kê sự nghiệp

### Câu lạc bộ
Tính đến 15 tháng 11 năm 2017 
| Thành tích câu lạc bộ | Thành tích câu lạc bộ | Thành tích câu lạc bộ | Giải vô địch | Giải vô địch | Cúp  | Cúp       | Châu lục | Châu lục  | Khác | Khác      | Tổng | Tổng      | Tổng |
| Câu lạc bộ            | Giải vô địch          | Mùa giải              | Trận         | Bàn thắng    | Trận | Bàn thắng | Trận     | Bàn thắng | Trận | Bàn thắng | Trận | Bàn thắng |      |
| --------------------- | --------------------- | --------------------- | ------------ | ------------ | ---- | --------- | -------- | --------- | ---- | --------- | ---- | --------- | ---- |
| ROW Rybnik            | II liga               | 2012–13               | 28           | 0            | 0    | 0         | –        | –         | –    | –         | 28   | 0         |      |
| ROW Rybnik            | I liga                | 2013–14               | 9            | 0            | 0    | 0         | –        | –         | –    | –         | 9    | 0         |      |
| ROW Rybnik            | II liga               | 2014–15               | 16           | 0            | 1    | 0         | –        | –         | –    | –         | 17   | 0         |      |
| ROW Rybnik            | II liga               | 2015–16               | 23           | 0            | 0    | 0         | –        | –         | –    | –         | 23   | 0         |      |
| ROW Rybnik            | II liga               | 2016–17               | 27           | 0            | 0    | 0         | –        | –         | –    | –         | 27   | 0         |      |
| ROW Rybnik            | Tổng                  | Tổng                  | 103          | 0            | 1    | 0         | 0        | 0         | 0    | 0         | 104  | 0         |      |
| Botev Plovdiv         | First League          | 2017–18               | 2            | 0            | 2    | 0         | 0        | 0         | 1    | 0         | 5    | 0         |      |
| Botev Plovdiv         | Tổng                  | Tổng                  | 2            | 0            | 2    | 0         | 0        | 0         | 1    | 0         | 5    | 0         |      |
| Thống kê sự nghiệp    | Thống kê sự nghiệp    | Thống kê sự nghiệp    | 105          | 0            | 3    | 0         | 0        | 0         | 1    | 0         | 109  | 0         |      |

## Danh hiệu

### Câu lạc bộ
Botev Plovdiv
- Siêu cúp bóng đá Bulgaria: 2017